# Giao thoa thị giác
Giao thoa thị giác (hay mép thị giác, tiếng Anh: optic chiasm  /ɒptɪk kaɪæzəm/), là một phần của não, nơi hai thần kinh thị giác giao nhau. Nó nằm ở phần dưới của não, ngay phía dưới vùng dưới đồi. Giao thoa thị giác được tìm thấy trong tất cả các động vật có xương sống, riêng trong cá miệng tròn (cá mút đá và Myxinidae) thì nằm trong não.

## Cấu trúc

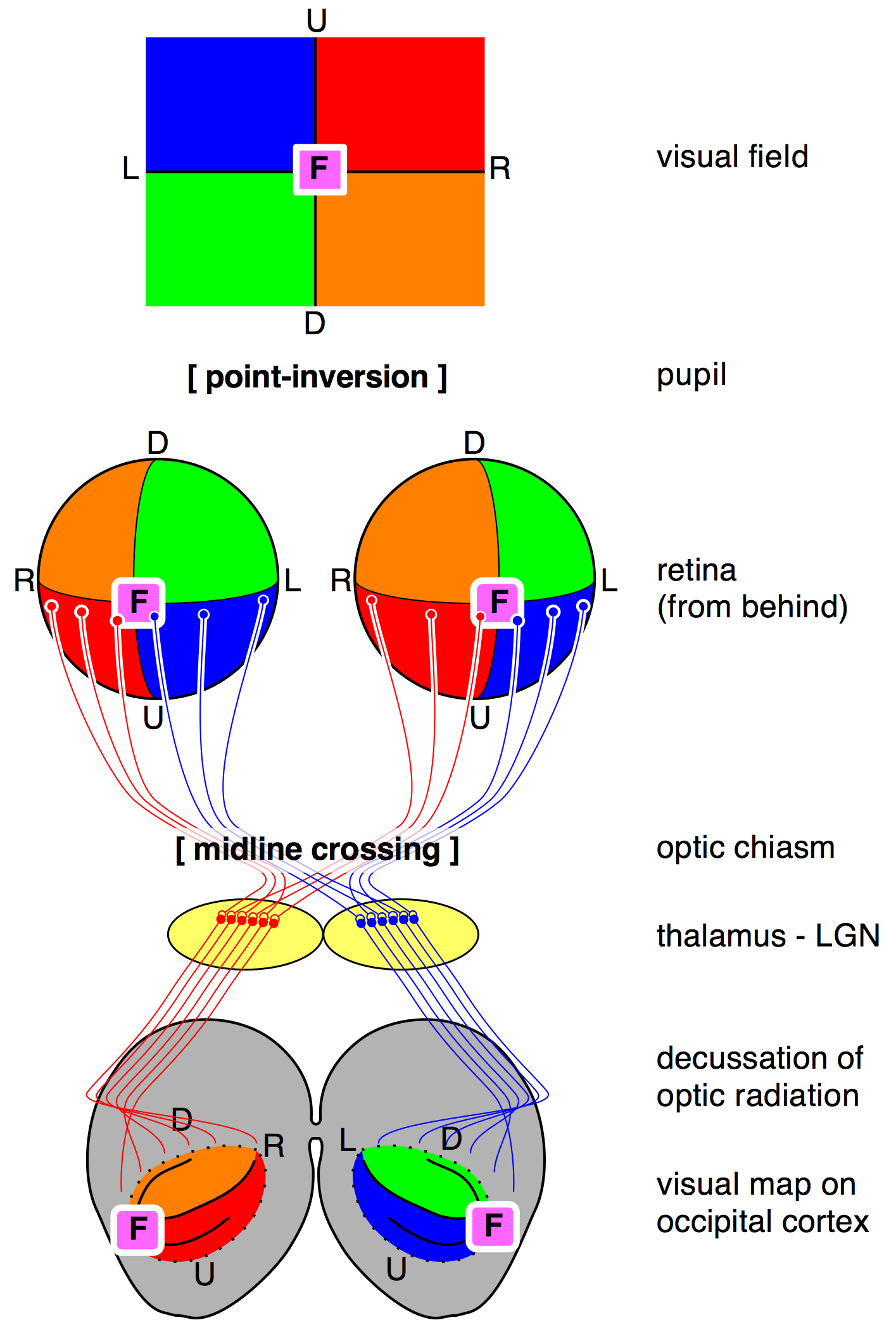
Hình 2 Trường thị giác đối với bản đồ thị giác nằm trên vỏ thị giác chính ở động vật có xương sống. U = trên (up);
D = dưới (down);
L = trái (left);
R = phải (right);
F = điểm vàng (fovea);
visual field = trường thị giác;
pupil = đồng tử;
retina (from behind) = võng mạc (từ đằng sau);
optic chiasm = giao thoa thị giác;
thalamus = đồi thị;
decussation of optic radiation = bắt chéo tia thị giác;
visual map on occipital cortex = vỏ não thị giác thuỳ chẩm

Ở tất cả các loài động vật có xương sống, thần kinh thị giác của mắt trái và mắt phải gặp nhau ở giữa, mặt trước não. Ở nhiều loài động vật có xương sống, thần kinh thị giác trái bắt chéo bên phải nhưng không hợp nhất với nó.
Phía ngoài giao thoa thị giác là bó thị giác. Bó thị giác là tập hợp các sợi  bắt chéo và không bắt chéo. Các bó thị giác đi vào mái thị giác (ở động vật có vú được gọi là gò trên) của trung não. Ở động vật có vú, chúng cũng phân nhánh đến nhân thể gối ngoài của đồi thị, cho các sợi đến vỏ não thuỳ chẩm của đại não.

## Lịch sử
Sự giao thoa của các sợi thần kinh và sự tác động đến tầm nhìn được bác sĩ Ba Tư "Esmail Jorjani" đề xuất. Có thể bác sĩ này chính là Zayn al-Din Gorgani (1042–1137).

## Hình ảnh bổ sung

Sơ đồ cho thấy có sự hợp nhất ở giữa của thần kinh thị giác và bó thị giác.
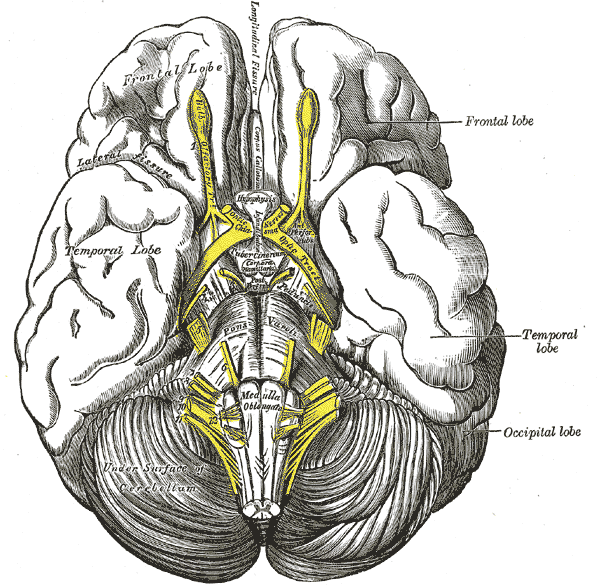
Não nhìn từ bên dưới, giao thoa thị giác có hình chữ X màu vàng, ở giữa
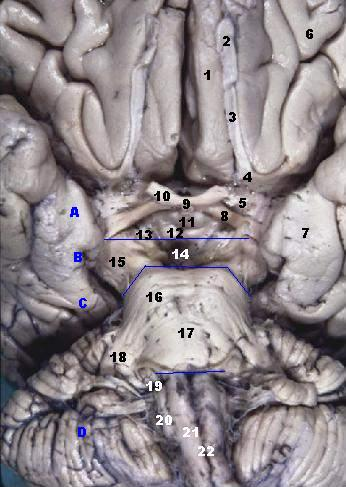
Não và thân não nhìn từ bên dưới
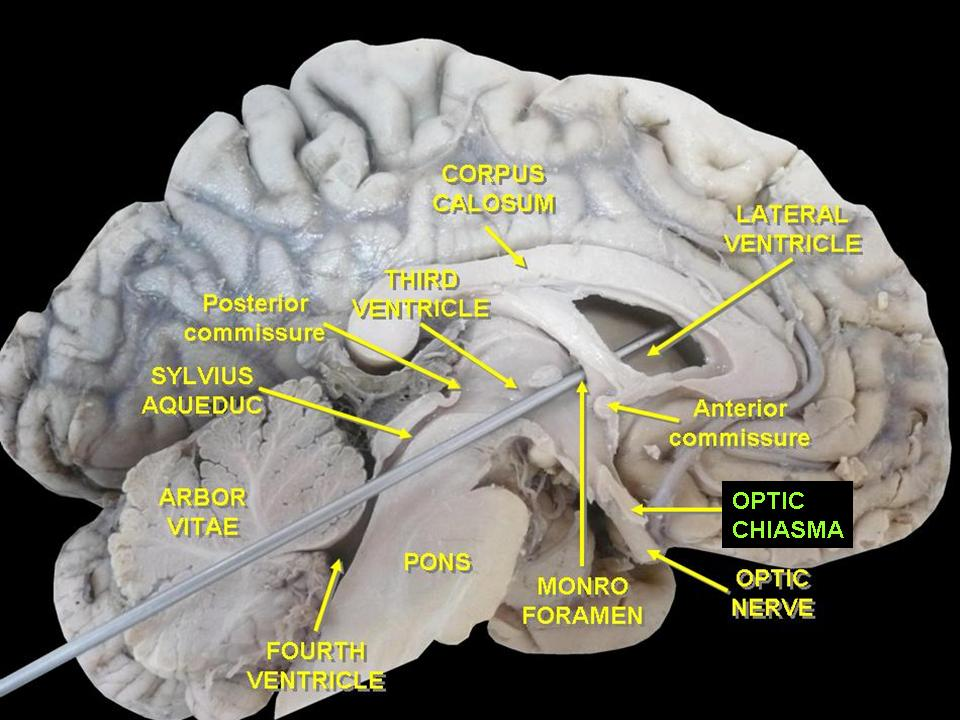
Bán cầu não trái, giao thoa thị giác được chú thích là optic chiasma màu xanh lá cây
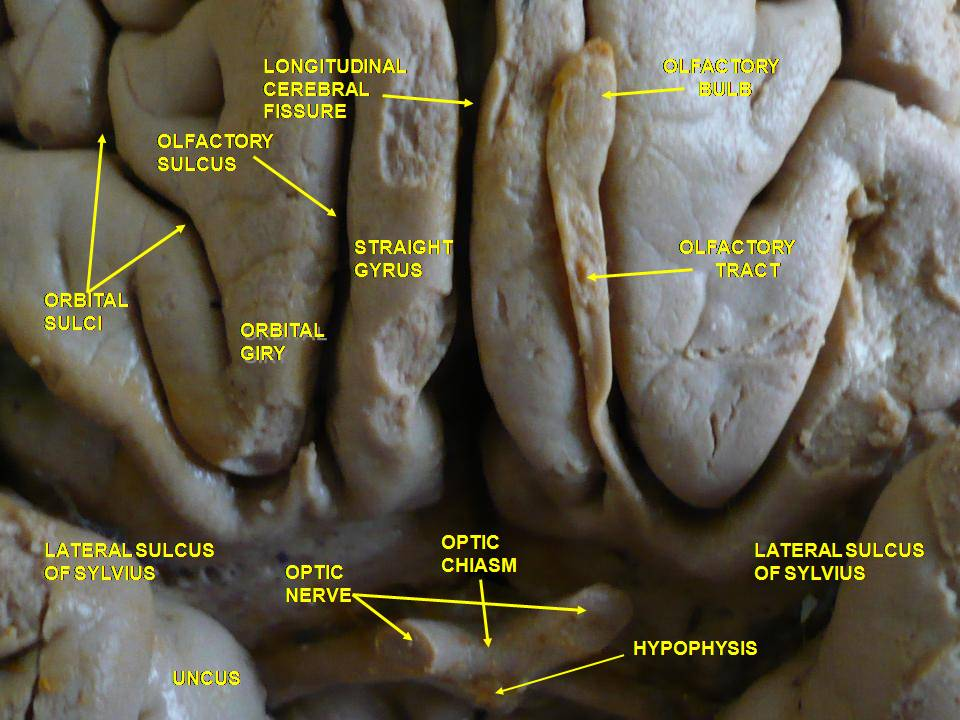
Phía dưới, sâu của tiểu não
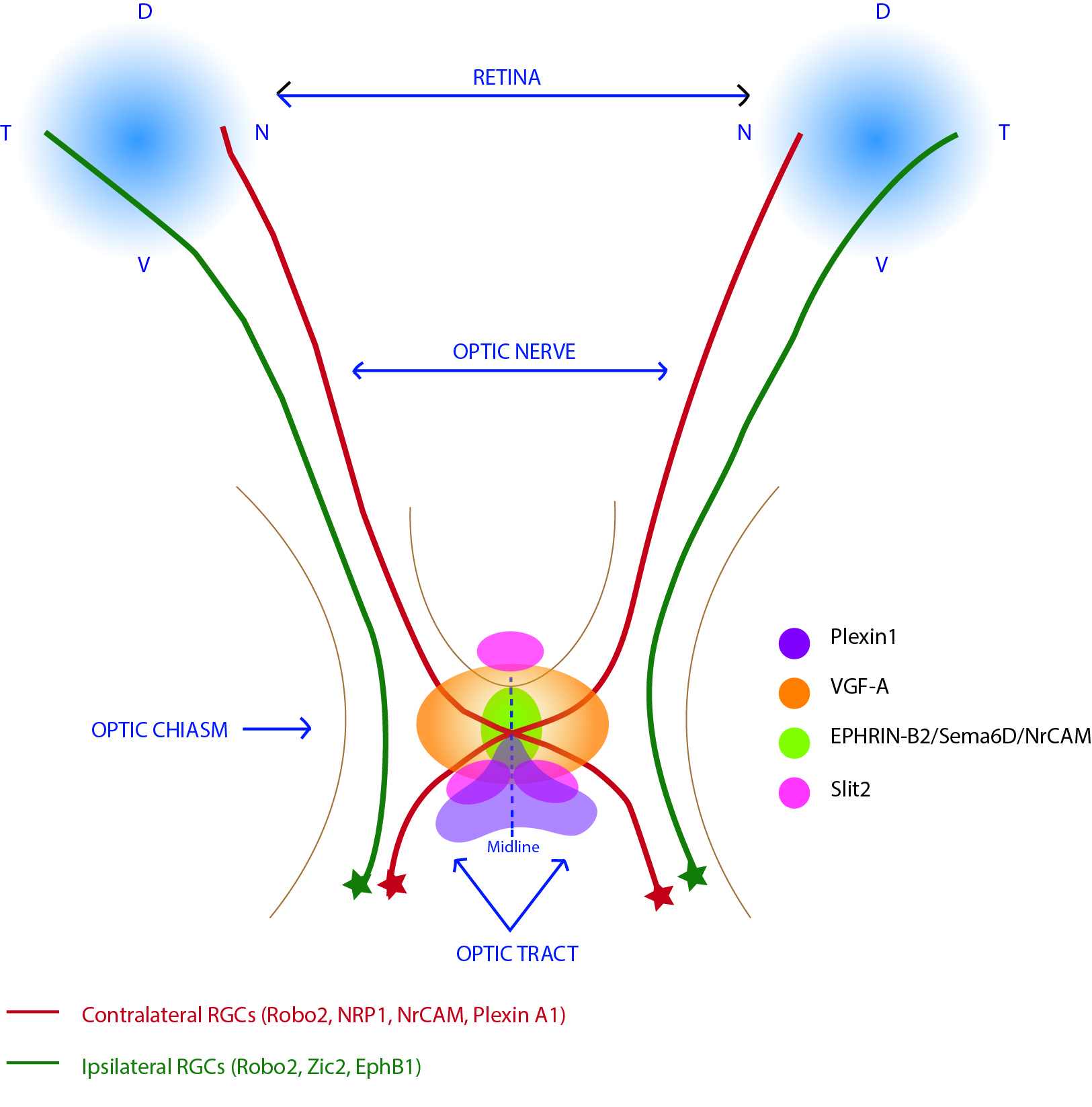
Hướng đi của sợi trục thần kinh. Có sợi bắt chéo (đỏ) và không bắt chéo (xanh lá cây)